# Anomalomydas mackerrasi
Anomalomydas mackerrasi är en tvåvingeart som först beskrevs av Norris 1938.  Anomalomydas mackerrasi ingår i släktet Anomalomydas och familjen Mydidae. Inga underarter finns listade i Catalogue of Life.